# キメラ・ハウス
キメラ・ハウス(Chimera House)は、主にアメリカ合衆国で語られる、都市伝説の一種。

## 概要
共通する形式としては、深夜、3階建てから5階建て程度の巨大なビル内で、遊園地にあるような乗り物に乗って様々な恐怖をくぐりぬけるというアトラクション（いわゆる「ライド」）が開催されている。参加者はいくらかの金銭を支払い、フロアを制覇する毎に参加者は対価を得ることが出来ると説明される。支払う金銭はおおむね20ドルから100ドルの間が多いという。
フロア毎に恐怖をかきたてる様々な仕掛けが施されているとされる。凶暴あるいは毒を持った生物やゾンビが待ち受けていたり、様々な超常現象が起こったり、など、その内容には様々なバリエーションがあり、概ね聞き手の生理的嫌悪感・恐怖感を煽るものである事が多い。
そして、大抵は「しかし、誰一人全ての階を踏破したものはいない」あるいは「参加した人間の誰一人として戻って来る事は無かった」と言う形で結ばれる。
アメリカ南部や中西部が舞台となる場合が多い。他の都市伝説と同様に、その実在が証明された事はない。

## 影響を受けているとされる作品
- 映画「マーダー・ライド・ショー」監督 ロブ・ゾンビ／この都市伝説に影響を受けているとされる[1]。
- 小説「Diamond Dogs」Alastair Reynolds／最上階にあるエイリアンの遺産を手に入れる為に、登場人物達は様々な罠が配置された塔の中をくぐりぬける。